# Charles Anderson-Pelham, 1. Earl of Yarborough

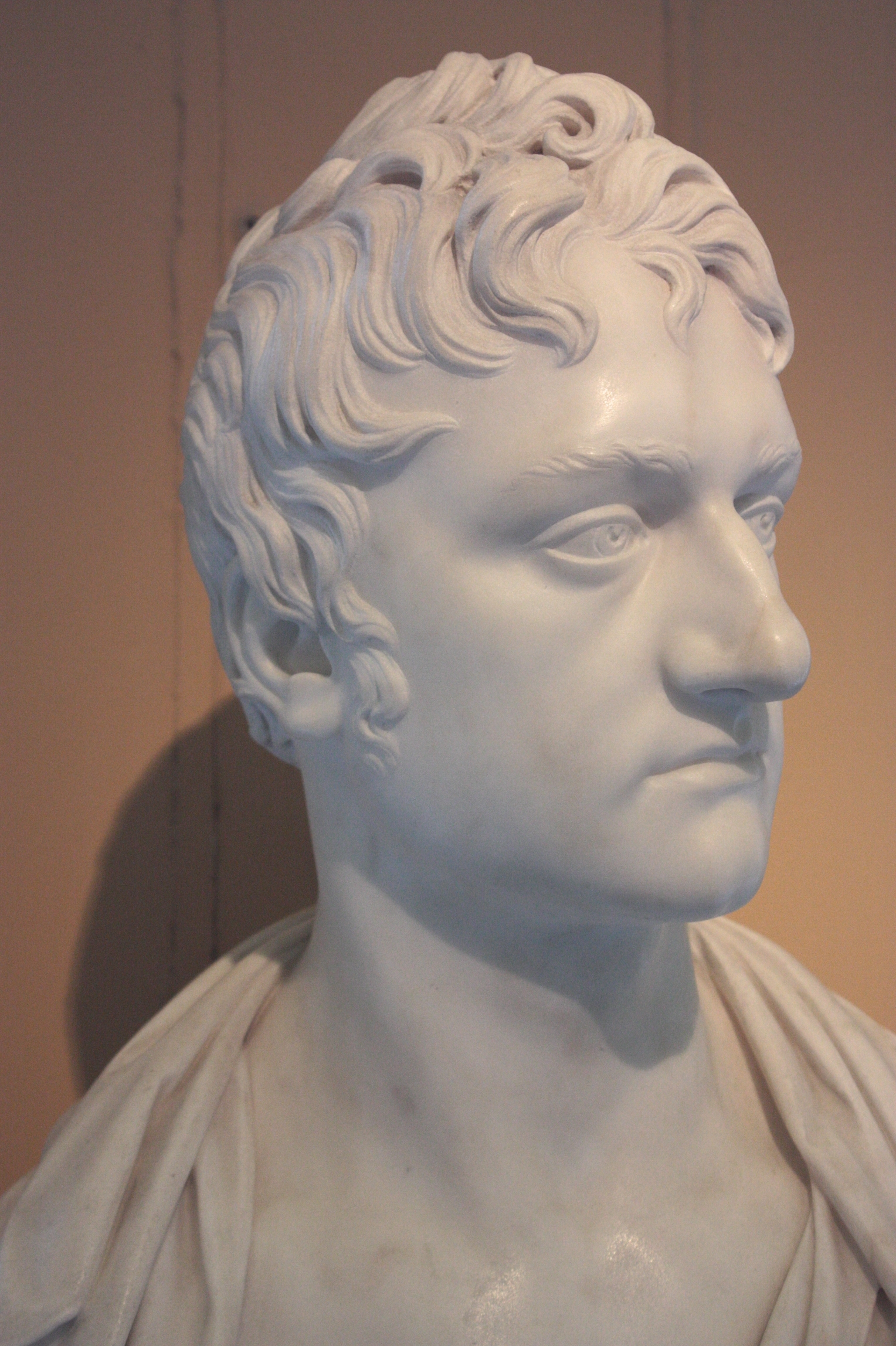
Büste des Charles Anderson-Pelham, 1. Earl of Yarborough, im Victoria and Albert Museum

Charles Anderson-Pelham, 1. Earl of Yarborough (* 8. August 1781; † 5. September 1846) war ein britischer Peer und Politiker.

## Leben
Er war der älteste Sohn des Charles Anderson-Pelham, 1. Baron Yarborough, aus dessen Ehe mit Sophia Aufrère.
1803 wurde er erstmals ins House of Commons gewählt. Er gehörte zur Partei der Whigs und war 1803 bis 1807 Abgeordneter für das Borough Great Grimsby und von 1807 bis 1823 für das County Lincolnshire.
Beim Tod seines Vaters erbte er 1823 dessen Adelstitel als 2. Baron Yarborough. Er wurde dadurch Mitglied des House of Lords und schied aus dem House of Commons aus. Er erbte auch die Ländereien seines Vaters, insbesondere die Güter Manby und Brocklesby in Lincolnshire. 1825 erbte er aus dem Recht seiner Frau die Besitzungen von deren Cousin fünften Grades, Sir Leonard Worsley-Holmes, 9. Baronet (1787–1825), einschließlich des Anwesens Appuldurcombe House auf der Isle of Wight.
Bereits 1816 hatte er von seinem Vater das Ehrenamt des Leiters einer Parforcejagd (Master of the Brocklesby Hounds) übernommen.
Er war Mitgründer der Royal Yacht Squadron und war ab 1825 deren erster Commodore. Er war auch Freimaurer und war ab 1826 Großmeister der Provinzialloge der Isle of Wight. 1831 wurde er Lieutenant Colonel des North Lincolnshire Regiment of Yeomanry sowie Vice-Admiral of Hampshire and the Isle of Wight
Am 30. Januar 1837 wurden ihm die erblichen Adelstitel Earl of Yarborough und Baron Worsley, of Apuldurcombe in the Isle of Wight.

## Ehe und Nachkommen
Am 11. August 1806 heiratete er Henrietta Anne Maria Charlotte Bridgeman Simpson († 1813), Tochter des Hon. John Bridgeman-Simpson, Gutsherr von Babworth Hall in Nottinghamshire. Mit ihr hatte er zwei Söhne und eine Tochter:
- Charles Anderson Worsley Anderson-Pelham, 2. Earl of Yarborough (1809–1862);
- Hon. Dudley Worsley Anderson-Pelham (1812–1851), Captain der Royal Navy, ⚭ 1839 Madalina Sinclair;
- Lady Charlotte Anderson-Pelham († 1875), ⚭ 1831 Sir Joseph Copley, 4. Baronet.

Als er 1846 starb, erbte sein älterer Sohn Charles seine Adelstitel.